# Пінья (район)

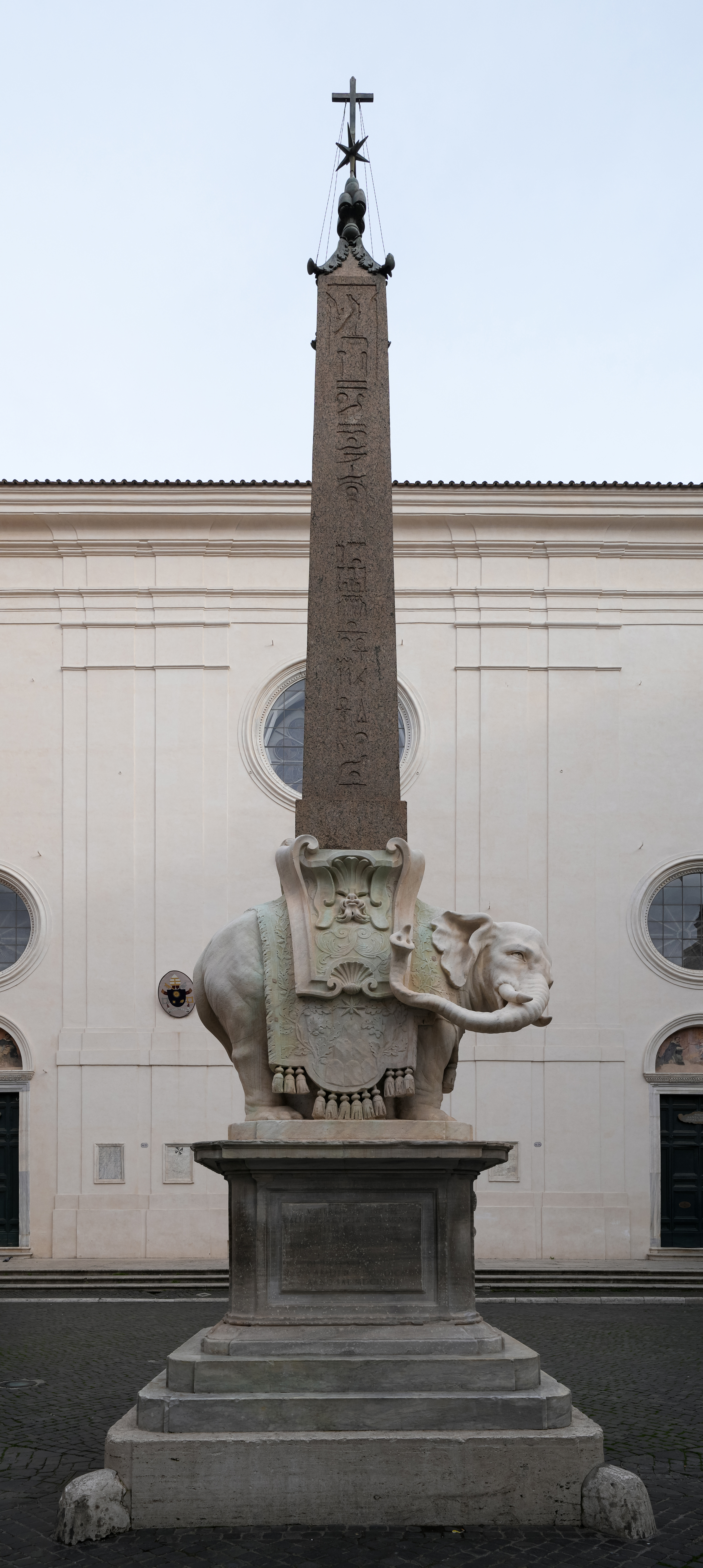
Слон Берніні перед церквою Санта Марія сопра Мінерва

Пі́нья (італ. Pigna) — IX район (Rione) Рима. Він охоплює центральну частину старого міста між П'яцца Венеція та Пантеоном.

## Історія
Назва району походить від великої античної шишки пінії (італ. Pigna), яка за легендою перекрила отвір куполу Пантеону. Насправді скульптура у вигляді шашки пінії служила фонтаном у термах Аґріппи. Вона тепер знаходиться у Cortile della Pigna у Ватиканських музеях.

## Герб
На гербі зображена шишка пінії.

## Район
Район за обрисами є у вигляді квадрата. Обмежений вулицями з півночі Via del Seminario, на сході Via del Corso, на півдні Via delle Botteghe Oscure і на заході Via di Torre Argentina.
Найважливіші пам'ятні місця:
- Пантеон
- Церква Il Gesù
- Сант Іньяціо
- Санта Марія сопра Мінерва
- Палаццо Венеція
- Палаццо Доріа Памфілі з галереєю.